# Мусаев, Жура Азимбаевич
Жура (Джура) Азимбаевич Мусаев (узб. Musayev Joʻra Azimboyevich, узб. Мусаев Жўра Азимбоевич; 5 декабря 1928, кишлак Янгиюль, Узбекская ССР — 24 октября 2014) — советский и узбекский биолог и генетик, доктор биологических наук, профессор (1975); академик Академии наук Республики Узбекистан.

## Биография
В 1948 году окончил Среднеазиатский государственный университет по специальности биолог-ботаник, затем — аспирантуру.
Преподавал в Среднеазиатском государственном университете (с 1960 — Ташкентский государственный университет) на кафедре дарвинизма и генетики: ассистент (1952—1956), доцент (1956—1974), руководитель лаборатории проблем генетики хлопчатника (с 1974), заведующий кафедрой (1981—1984); одновременно руководил подготовительным отделением факультета общественных наук (1961—1966). Директор Института экспериментальной биологии растений Академии наук Узбекской ССР (1982—1984). Член Президиума (1984—1988), главный учёный секретарь Президиума Академии наук Узбекской ССР (1985—1988).
В 1989—1992 гг. — директор лаборатории проблем генетики хлопчатника Института биологии растений Узбекской Академии наук. Организовал Институт генетики Академии наук Узбекистана, возглавлял в нём отдел генетики растений (1992—2000). С 2000 — главный научный советник института, а также руководитель отдела почвоведения кафедры генетики и эмбриологии в университете.

## Научная деятельность
Основное направление исследований — генетика хлопчатника. Создал генетическую коллекцию хлопчатника.
В 1955 году защитил кандидатскую диссертацию, в 1974 году — докторскую. В 1984 году был избран членом Академии наук Узбекской ССР. Член редакционного совета Национальной энциклопедии Узбекистана (с 1997).
Подготовил десятки кандидатов и докторов наук. Автор научных работ (статей, монографий).

### Избранные труды
Источник — электронные каталоги РНБ
- Абдумавлян Абдуллаевич Абдуллаев / [Сост. Ф. В. Гараев и др. Отв. ред. Д. А. Мусаев, А. И. Имамалиев]. — Ташкент : ФАН, 1990. — 39 с. — (Материалы к библиографии ученых Узбекистана)
- Ибрагимов Ш. И., Ковальчук Р. И., Тяминов А. Р. и др. Отдаленная гибридизация хлопчатника, излучения и рекомбиногенез / Отв. ред. Д. А. Мусаев. — Ташкент : Фан, 1986. — 166 с.
- Кадыр Закирович Закиров : [Ученый-ботаник] / [Сост. Д. А. Мусаев, М. В. Мухамеджанов]. — Ташкент : Фан, 1986. — 39 с. — (Материалы к биобиблиографии ученых Узбекистана)
- Мусаев Д. А. Генетическая коллекция хлопчатника и проблемы наследования признаков. — Ташкент : Фан, 1979. — 163 с.
- Мусаев Д. А. Отдаленная гибридизация в селекции советских тонко-волокнистых сортов хлопчатника : (Опыт применения мичуринских методов) Автореферат дис. … канд. биол. наук. — Ташкент : Изд-во САГУ, 1954. — 20 с.
- Мусаев Д. А. Проблемы генетики хлопчатника на примере Cossypium hirsutum L. : Автореф. дис. … д-ра биол. наук. — Ташкент, 1972. — 67 с.

## Награды и признание
- Заслуженный деятель науки Узбекской ССР (1980)
- Орден «Эл-юрт Хурмати» (1998)
- Орден «За выдающиеся заслуги» (2003)
- Государственная премия Республики Узбекистан первой степени.